# România în anii premergători izbucnirii Primului Război Mondial
La izbucnirea Primului Război Mondial, pe plan intern, România era o țară în care chiar dacă instituțiile regimului democratic erau prezente, funcționarea organismului statal era departe de standardele occidentale. Economia avea o structură arhaică și anacronică, bazată pe o agricultură de subzistență, tradițională și cu un nivel redus de productivitate.
Societatea era dominată de o aristocrație funciară (marii proprietari de terenuri agricole) care își exercita dominația asupra unei mase  mari de populație, preponderent rurală și în covârșitoare măsură analfabetă.
Cu tot efortul făcut de elitele politice și intelectuale ale țării în a doua jumătate a secolului XIX, România era încă departe de sincronizare cu Occidentul european.
Cu câteva luni înainte de izbucnirea Primului Război Mondial, armata română a fost implicată în Războaiele Balcanice. 